# Cassia moschata
La Cassia moschata, conocida como cañafistola llanera o carao amarillo es una especie de árbol perteneciente al género Cassia; es originaria del norte de Sudamérica y las Antillas.

## Descripción
Son árboles semicaducifolios, que alcanza un tamaño de 7–20 (–28) m de alto; ramitas jóvenes y follaje amarillento- o gris-tomentulosos y glabrescentes. Hojas de 11–26 cm de largo; folíolos 10–17 pares, oblongos o lanceolado-oblongos, obtusos o emarginados, el más grande 2.6–5 cm de largo y 0.9–2 cm de ancho, 12–19 nervios secundarios a cada lado del nervio principal; pecíolos hasta 20 mm de largo, estípulas semisagitadas y 2-lobadas, 1.5–4.5 mm de largo, caducas. Racimos con 25–70 flores, eje tornándose 9–30 cm de largo, pedicelos 6–12 mm de largo; sépalos suborbiculares, 6–8.5 mm de largo; pétalos amarillo intensos a veces con venas rojas, el más largo 10–15.5 mm de largo; androceo glabro, los 3 filamentos sigmoides 16–26 mm de largo. Fruto terete, 35–50 cm de largo y 1.3–1.8 cm de ancho, café; semillas 7–8 mm de largo.

## Taxonomía
Cassia moschata fue descrita por Carl Sigismund Kunth y publicado en Nova Genera et Species Plantarum (folio ed.) 6: 266. 1824.
Etimología
Cassia: nombre genérico que proviene del griego antiguo kassía, nombre de la planta laurácea Cinnamomum cassia, en los antiguos, y pasado a Leguminosas por Caesalpinio.
moschata: epíteto
Sinonimia
- Cathartocarpus moschatus (Kunth) G.Don[2]